# Lapisdurowy Żleb
Lapisdurowy Żleb (niem. Lapisschlucht, słow. Lapisdurový žľab, węg. Lazúrkő-vályú) – żleb w orograficznie lewych zboczach Doliny Suchej w Tatrach Bielskich na Słowacji. Ma wylot na Lapisdurowej Polance. Jest stromy, częściowo skalisty. W jego dolnej części znajdują się niewielkie progi. Górą rozgałęzia się. Koryto prawej gałęzi jest częściowo trawiaste, częściowo porośnięte lasem. Koryto lewej gałęzi ma strome ściany z nyżami u podnóży. W widłach żlebu i głównej części doliny tkwi Lapisdurowa Kazalnica o ścianie 40-metrowej wysokości.
Autorem nazwy żlebu jest Władysław Cywiński. Utworzył ją od znajdującej się w pobliżu Jaskini Alabastrowej, dawniej zwanej Jaskinią Lapisdurową.